# Grand Cru van de Rozenberg
Grand Cru van de Rozenberg (né le 8 juin 2006) est un cheval hongre de robe alezan pie doté d'un œil bleu, inscrit au stud-book du BWP. Il est monté en saut d'obstacles par son copropriétaire, le cavalier belge Jérôme Guéry, avec qui il participe aux Jeux olympiques de Rio, aux championnats d'Europe de 2017 et à la Coupe du monde. Il est vendu à la cavalière espagnole Pilar Lucrecia Cordon fin janvier 2018, et participe avec elle aux Jeux équestres mondiaux de 2018. 
Il est le vainqueur du Jumping international de France en 2016 et d'une étape du Global Champions Tour l'année suivante.

## Histoire
Grand Cru van de Rozenberg naît le 8 juin 2006 à l'élevage de Joost Verkinderen, en Belgique. 
Il est amené au niveau des Grand Prix par le cavalier belge Jérôme Guéry, qui l'a acheté en 2015 alors qu'il tournait en épreuves de 1,20 m. Grand Cru est ainsi pour partie la propriété de Guéry et pour moitié celle d'Alex Oncea.
Le couple cavalier-cheval remporte le Grand Prix du Jumping international de France (La Baule) en 2016 devant Pénélope Leprévost et Flora de Mariposa, puis l'étape de Miami sur le Global Champions Tour de 2017. 

### Participation aux Jeux olympiques de Rio et aux championnats d'Europe

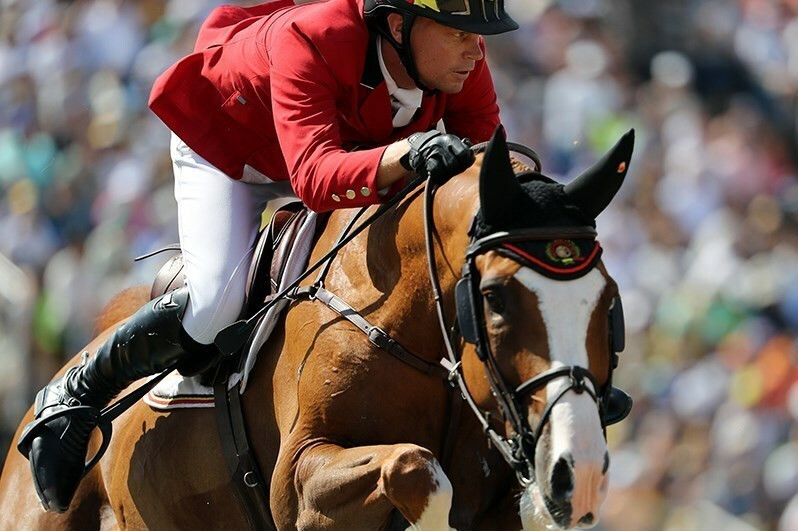
Grand Cru van de Rozenberg monté par Jérôme Guéry aux Jeux olympiques de Rio en 2016.

Lors des Jeux olympiques de Rio en 2016, le couple termine la phase de qualification individuelle à la 37e place. En principe, cela le lui permet pas d'accéder à la finale, seuls les 35 meilleurs couples cavaliers-chevaux étant sélectionnés. Grand Cru van de Rozenberg et Jérôme Guéry accèdent tout de même à cette finale individuelle grâce à une règle qui interdit à plus de trois chevaux d'un même pays de participer à la finale. Ils terminent ces Jeux olympiques à la 28e place individuelle.
En 2017, le couple représente de nouveau la Belgique lors des championnats d'Europe. L'équipe belge termine à la 4e place, avec une 11e place individuelle pour Guéry et Grand Cru.

### Vente à Pilar Lucrecia Cordon
À la fin du mois de janvier 2018, après l'étape Coupe du monde de Zurich où le couple termine à la 12e place,, et alors que Grand Cru van de Rozenberg a 12 ans et constitue le cheval de tête de Jérôme Guéry, il est vendu et confié à la cavalière espagnole Pilar Lucrecia Cordon,,. Il concourt depuis sous les couleurs espagnoles. Le couple participe notamment aux Jeux équestres mondiaux de 2018.

## Description

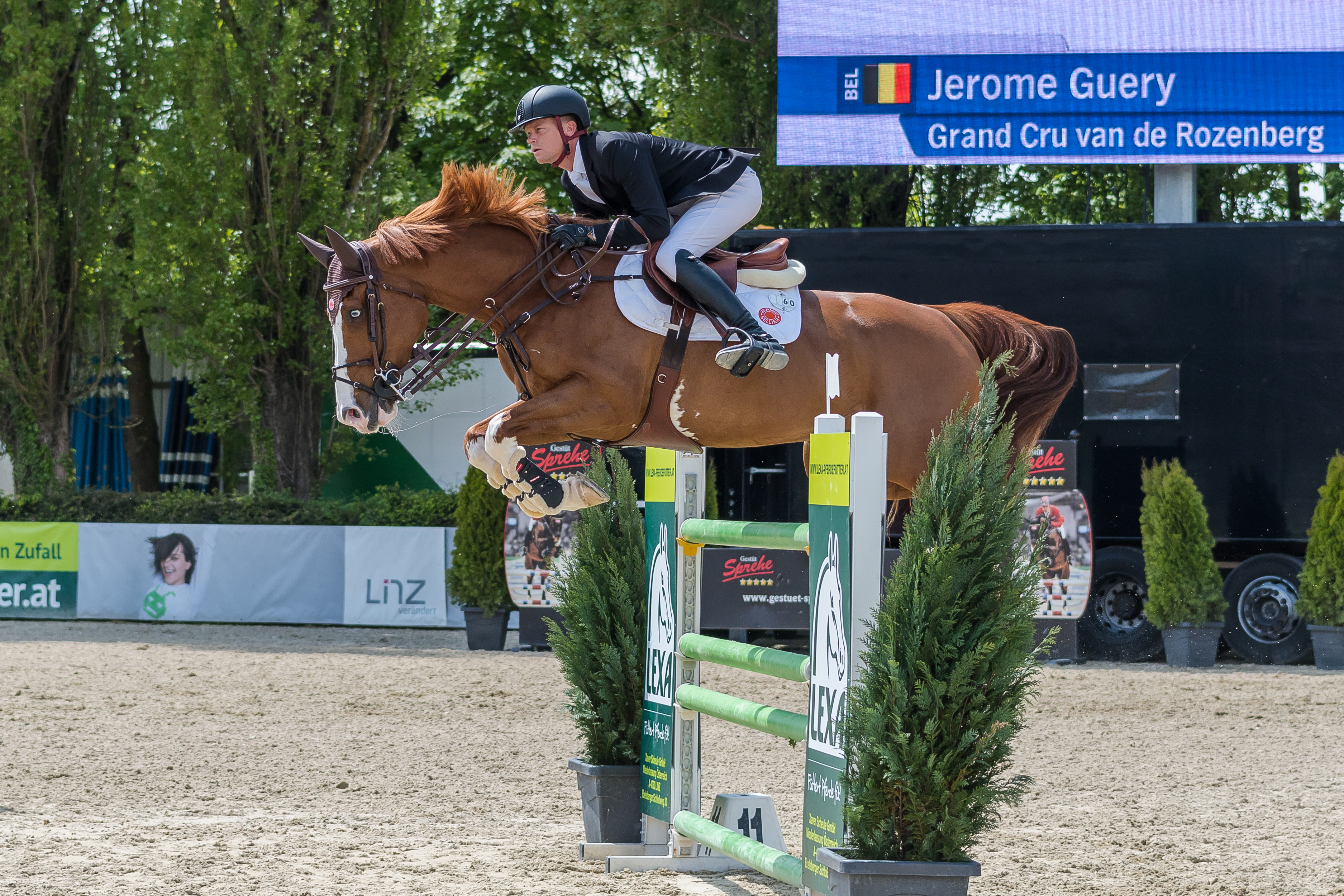
Grand Cru van de Rozenberg monté par Jérôme Guéry au Linzer Pferdefestival en mai 2017.

Grand Cru van de Rozenberg est un cheval hongre de robe alezane, inscrit au stud-book du BWP. Il présente un œil bleu caractéristique. Il est décrit par Jérôme Guéry comme étant respectueux, assez sensible et très volontaire.

## Palmarès
- Mai 2016 : vainqueur du Grand Prix du CSIO du Jumping international de France, à La Baule[4]
- Août 2016 : 28e individuel aux Jeux olympiques de Rio[1]
- 2017 : 4e par équipes et 11e en individuel aux championnats d'Europe de saut d'obstacles de 2017 à Göteborg[1]

## Origines
Grand Cru van de Rozenberg est un fils de l'étalon Malito de Rêve et de la jument Duchesse van de Rozenberg, par Heartbreaker.